# Lupao
Lupao là một đô thị hạng 4 ở tỉnh Nueva Ecija, Philippines. Theo điều tra dân số năm 2007, đô thị này có dân số 36.832 người trong 6.361 hộ.

## Barangay
Lupao được chia thành 24 barangay.
| - Agupalo Este - Agupalo Weste - Alalay Chica - Alalay Grande - Barangay Tienzo - Bagong Flores - Balbalungao - Burgos - Cordero - Mapangpang - Namulandayan - Parista | - Poblacion East - Poblacion North - Poblacion South - Poblacion West - Salvacion I - Salvacion II - San Antonio Este - San Antonio Weste - San Isidro - San Pedro - San Roque - Santo Domingo |